# صموئيل جاي إف. ثاير
صموئيل جاي إف. ثاير (بالإنجليزية: Samuel J. F. Thayer)‏ هو مهندس معماري أمريكي، ولد في 1842، وتوفي في 1893.